# Дијасистем
Дијасистем је дијалектолошки термин који се користи у структралној дијалектологији као ознака за однос између одређене дијалектолошке категорије и њених саставних чинилаца. Дијасистеми постоје на разним нивоима дијалектолошке категоризације. Тако се, на пример, категорија дијалекта означава као дијасистем свих говора, односно субдијалеката који припадају том дијалекту. Исти принцип важи и на вишим степенима категоризавије. У том смислу, дијалектолошка категорија наречја се означава као дијасистем свих дијалеката који припадају том наречју. И најзад, категорија језика се означава као дијасистем који чине сва наречја која припадају том језику.
Такође, у склопу проучавања сродних језика који деле заједничка наречја или заједничке дијалекте, појам дијасистема се користи за указивање на сложену структуру језичких односа у таквим системима. Један од најпознатијих примера међујезичког дијасистема на нивоу заједничког наречја је српско-хрватски дијасистемски склоп, заснован на штокавском наречју. Штокавски дијасистем, који постоји на вивоу заједничког штокавског наречја, данас обухвата четири званична језика, међу које се поред српског и хрватског језика убрајају и бошњачки и црногорски језик.
Остали примери међујезичких дијасистема:
- Бугарско-македонски дијасистем (бугарски језик и македонски језик)
- Данско-норвешки дијасистем (дански језик и норвешки језик)
- Португалско-галицијски дијасистем (португалски језик и галицијски језик)
- Персијско-таџички дијасистем (персијски језик и таџички језик)
- Хинди-урду дијасистем (хинди језик и урду језик)
- Малајско-индонежански дијасистем (малајски језик и индонежански језик)